# Септомаргинальная трабекула
Септомаргина́льная трабе́кула (также известная как модера́торная полоса́) представляет собой пучок миокарда в правом желудочке сердца. Этот пучок выражен у овец и у некоторых других животных, а также есть у человека. Считалось, что из-за особенностей прикрепления трабекула предотвращает перерастяжение желудочка и была названа «модераторной полосой». Впервые она была описана Леонардо да Винчи.

## Структура и функция
Септомаргинальная трабекула соединяет основание передней сосочковой мышцы правого желудочка сердца с межжелудочковой перегородкой.
Трабекула часто состоит из двух частей: септопапиллярной и папилломаргинальной. Первая часть проходит от перегородки к основанию сосочковой мышцы, вторая часть направляется далее, от основания сосочковой мышцы к краниальной стенке правого желудочка.
Основное значение трабекулы в том, что она содержит часть правой ножки пучка Гиса, обеспечивающей соединение проводящей системы сердца и передней сосочковой мышцы. Этот короткий путь через камеру желудочка обеспечивает одинаковое время проведения в левом и правом желудочках, что позволяет координировать сокращение передней папиллярной мышцы.
- Расположение септомаргинальной трабекулы (Moderator band)

## Клиническое значение
Септомаргинальная трабекула часто используется радиологами и акушерами для облегчения идентификации правого желудочка при пренатальном УЗИ. Кроме этого, установлено, что область септомаргинальной трабекулы может считаться наиболее оптимальной для проведения постоянной электрокардиостимуляции.